# Арена ОЗК
Парк „Арена ОЗК“ е плувен спортен комплекс в гр. Бургас.
Басейнът в комплекса е с дълбочина от 2 до 3 метра и дължина от 50 метра, отговарящ на изискванията на Международната федерация по плувни спортове и Европейската плувна лига. В него могат да се провеждат състезания от най-висок ранг по плуване, водна топка и синхронно плуване. Той е с подвижна платформа, позволяваща разделяне на пространството в зависимост от необходимата дължина за провеждане на различни водни спортове. Водното пространство може да бъде разделено на 10 коридора с дължина от 50 метра за 14 души. С помощта на платформата то може да се преобразува на 20 коридора от по 25 метра с капацитет за 7 души в коридор.
В останалата си част комплексът разполага с два тенис корта, футболен терен с размери 60х40 и фитнес зала. На разположение на посетителите има парна баня и сауна, както и зона за отдих с възможност за занимания на открито – йога, аеробика, каланетика и футбол.
Проектът за изграждането на Парк „Арена ОЗК“ – Бургас е финансиран със средства на Оперативна програма „Регионално развитие“ 2007 – 2013, Регионален фонд за градско развитие и Община Бургас. Главният проектант е архитект професор Бойко Кадинов.